# Ananas macrodontes
Ananas macrodonti — un tipo di pianta, strettamente imparentata con l'ananas, della famiglia delle bromelie. Il suo nome comune — falso ananas, questo nome è condiviso con il non molto imparentato Pandanus kaida. La comunità scientifica non ha raggiunto un consenso sulla questione se questa specie debba appartenere allo stesso genere dell'ananas (Ananas) o ad un genere separato (Pseudananas).
La patria è la parte centrale del Sud America (Brasile, Bolivia, Paraguay, Ecuador, Argentina settentrionale).

## Biologia
Questa pianta si trova nel sottobosco delle foreste tropicali semidecidue e umide. Come i suoi parenti stretti, l'A. macrodontes può riprodursi asessualmente producendo germogli dalla pianta madre. Come i rappresentanti dell'Ananas, forma un frutto composto, cioè un frutto formato dalle ovaie di diversi fiori. Questo frutto è commestibile ma non grande o desiderabile come l'ananas e solitamente contiene piccoli semi. Questa pianta è un tetraploide con un set extra di cromosomi, il che suggerisce che l'origine di questa pianta potrebbe essere stata un ibrido del genere Ananas e un altro genere di bromelie.

## Coltivazione
Questa pianta non viene raccolta in modo intensivo per i suoi frutti, poiché il frutto del suo cugino ananas è molto più grande e più gustoso. Viene spesso utilizzata come pianta ornamentale per le sue foglie colorate e come siepe. Questa pianta è più rustica dell'ananas e può sopportare leggere gelate, ma non tollera inverni molto freddi, essendo una pianta tropicale. In questi climi freddi e ai tropici, questa pianta può essere conservata in vaso e utilizzata come pianta da interno.